# Koh-Lanta : Le Combat des héros
 (mai 2025).
- Si vous ne connaissez pas le sujet, laissez ce bandeau (vous pouvez alors contacter les auteurs).
- Si vous supprimez le contenu mis en cause (vous pouvez préalablement contacter les auteurs),

argumentez précisément cette suppression dans la page de discussion
(un manque de référence n'est pas un argument ; une recherche réelle de référence doit avoir été effectuée, être formellement documentée).
 (juin 2025).
Koh-Lanta : Le Combat des héros est la cinquième édition spéciale de l’émission de téléréalité Koh-Lanta, articulée autour de candidats ayant déjà participé une ou plusieurs fois au programme. Elle a été diffusée sur la chaîne de télévision française TF1 du 16 mars 2018 au 25 mai 2018, et présentée par Denis Brogniart. Cette saison fut tournée pour la seconde fois consécutive dans les archipels de Mamanuca et Yasawa, aux îles Fidji.
Cette édition spéciale est remportée par Clémence avec 5 voix, contre 4 pour Pascal ; Clémence gagne donc les 100 000 € de récompense et devient la première personne à avoir remporté deux fois Koh-Lanta et également la première femme à gagner une édition spéciale.

## Tournage

### Production, organisation et casting

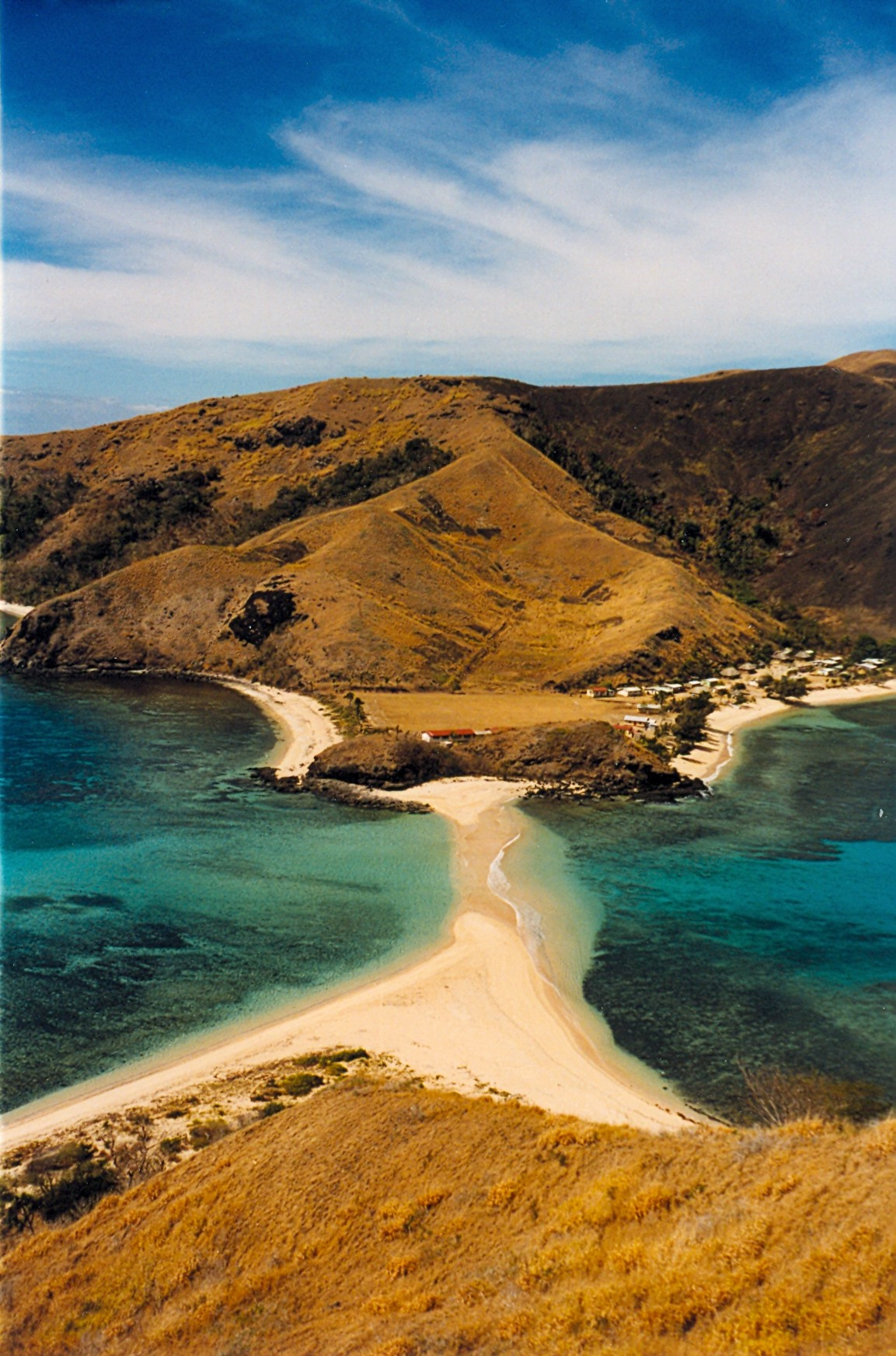
Les îles Fidji, îles de tournage.

Denis Brogniart, animateur historique de la série présente une fois de plus l'émission. Il possède le rôle d'animateur expliquant les règles aux candidats ainsi que de présentateur en voix off.
Après Le retour des héros en 2009, Le choc des héros en 2010, La revanche des héros en 2012, et La nouvelle édition en 2014, cette saison est la cinquième édition spéciale de l'émission réunissant 18 candidats emblématiques des saisons précédentes.
Parmi ces anciens candidats, il y a le retour d'une gagnante, Clémence (saison 5), et le retour de quatre finalistes, Tiffany (saison 18), Clémentine (saison 17), Chantal (saison 14) et Pascal (saison 15). La plupart des candidats sont issus des saisons récentes, il n'y a que six candidats ayant participé à une édition antérieure à 2014 : Javier (saison 12), Clémence (saison 5), Ludovic (saison 6), Nathalie (saison 8), Olivier (saison 11) et Raphaële (saison 9).
Tiffany est la seule participante de la saison précédente.
Pour la deuxième fois après la saison 1, le dépouillement final n'a pas lieu en direct sur le plateau à Paris avec les candidats, car Denis est en train d'animer la saison 19 de Koh-Lanta. Toutefois, en raison d'une accusation d'agression sexuelle d'un candidat sur une candidate durant le tournage de la nouvelle saison, celle-ci est annulée, et donc il est possible d'avoir à nouveau le dépouillement en direct sur le plateau à Paris.
Néanmoins, ce dernier n'a finalement pas lieu sur décision d'Alexia Laroche-Joubert par respect pour les candidats de la saison annulée et également de par une mauvaise entente entre plusieurs candidats. Une soirée est organisée au Grand Rex par Jérémy en même temps qu'une autre réunissant Denis Brogniart et certains des candidats. Pascal a décidé de boycotter la finale entre-temps en restant à demeure, en raison de problèmes de santé et de conflits avec de nombreux candidats.

## Nouveautés
L'île de l'Exil :
À la manière de Redemption Island dans Survivor (version américaine de Koh-Lanta), chaque candidat sortant du conseil devra affronter un ancien candidat, précédemment éliminé, sur une épreuve dans l'arène de l'exil. Le gagnant de ce duel reste sur l'île. L'autre est définitivement éliminé. Le dernier candidat restant sur l'île au stade de la réunification sera réintégré dans le jeu. À noter aussi la présence de colliers d'immunité cachés sur cette île,,,.
Abandons médicaux : 
Les abandons médicaux ne seront désormais plus remplacés par le dernier éliminé.
Conditions sur le camp :
Pour cette édition, les candidats sont véritablement livrés à eux-mêmes. En effet, il ne disposeront ni de riz comme lors des éditions précédentes, ni d'aide pour faire du feu.

## Candidats
Voici la liste des 18 candidats de la saison,,[réf. non conforme][source insuffisante] :
| Candidat | Candidat   | Profession                  | Âge    | Localisation        | Saisons précédentes                                              | Tributribu                                                                                                   | Jury final      | Départ    |
| -------- | ---------- | --------------------------- | ------ | ------------------- | ---------------------------------------------------------------- | --- | --------------- | --------- |
| ♀        | Chantal    | Charpentière                | 48 ans | Morbihan            | Finaliste de la saison 14                                        | - Wakaï (jour 1 – 3) - Exilée (jour 3 – 5)                                                                   |                 | Éliminée  |
| ♀        | Julie      | Assistante dentaire         | 39 ans | Pyrénées-Orientales | Éliminée le 32e jour de la saison 16                             | - Wakaï (jour 1) - Exilée (jour 1 – 8)                                                                       | Éliminée        |           |
| ♂        | Cédric     | Consultant                  | 39 ans | Paris               | Éliminé le 23e jour de la saison 14                              | - Wakaï (jour 1 – 9) - Exilé (jour 9 – 11)                                                                   | Éliminé         |           |
| ♂        | Olivier    | Technico-commercial         | 50 ans | Nord                | Éliminé le 24e jour de la saison 11                              | - Wakaï (jour 1 – 12)                                                                                        | Abandon médical |           |
| ♀        | Tiffany    | Étudiante en art dramatique | 23 ans | Bouches-du-Rhône    | Finaliste de la saison 18                                        | - Toa (jour 1 – 10) - Wakaï (jour 10 – 12) - Exilée (jour 12 – 14)                                           | Éliminée        |           |
| ♀        | Raphaële   | Conseillère municipale      | 38 ans | Gard                | Éliminée le 30e jour de la saison 9                              | - Wakaï (jour 1 – 6) - Exilée (jour 6 – 17)                                                                  | Éliminée        |           |
| ♂        | Ludovic    | Fromager                    | 40 ans | Doubs               | Éliminé à l'orientation de la saison 6                           | - Wakaï (jour 1 – 10) - Toa (jour 10 – 17)                                                                   | Éliminé         |           |
| ♂        | Dylan      | Mannequin                   | 23 ans | Luxembourg          | Éliminé le 3e jour de la saison 17                               | - Wakaï (jour 1 – 17) - Tribu réunifiée (jour 17 – 20)                                                       | 1er membre      | Éliminé   |
| ♀        | Clémentine | Entraîneuse de badminton    | 26 ans | Haute-Savoie        | Finaliste de la saison 17                                        | - Wakaï (jour 1 – 15) - Exilée (jour 15 – 20)                                                                | 2e membre       | Éliminée  |
| ♀        | Candice    | Championne de wakeboard     | 20 ans | Isère               | Éliminée à l'orientation de la saison 16                         | - Wakaï (jour 1 – 10) - Toa (jour 10 – 17) - Tribu réunifiée (jour 17 – 21)                                  | 3e membre       | Éliminée  |
| ♂        | Alban      | Directeur commercial        | 31 ans | Rhône               | Éliminé le 19e jour de la saison 14                              | - Toa (jour 1 – 10) - Wakaï (jour 10 – 17) - Tribu réunifiée (jour 17 – 24)                                  | 4e membre       | Éliminé   |
| ♂        | Yassin     | Électricien                 | 40 ans | Gironde             | Éliminé le 22e jour de la saison 17                              | - Toa (jour 1 – 17) - Tribu réunifiée (jour 17 – 24)                                                         | 5e membre       | Éliminé   |
| ♀        | Cassandre  | Tailleur pour hommes        | 25 ans | Australie           | Éliminée le 19e jour de la saison 15                             | - Toa (jour 1 – 17) - Tribu réunifiée (jour 17 – 27)                                                         | 6e membre       | Éliminée  |
| ♀        | Nathalie   | Comptable                   | 39 ans | Seine-et-Marne      | Éliminée à l'orientation de la saison 8                          | - Toa (jour 1 – 17) - Tribu réunifiée (jour 17 – 30)                                                         | 7e membre       | Éliminée  |
| ♂        | Javier     | Entrepreneur                | 45 ans | Belgique            | Éliminé le 21e jour de la saison 12                              | - Toa (jour 1 – 17) - Tribu réunifiée (jour 17 – 31)                                                         | 8e membre       | Éliminé   |
| ♂        | Jérémy     | Blogueur                    | 28 ans | Isère               | Éliminé le 33e jour de la saison 16                              | - Toa (jour 1 – 17) - Tribu réunifiée (jour 17 – 18) - Exilé (jour 18 – 20) - Tribu réunifiée (jour 20 – 32) | 9e membre       | Éliminé   |
| ♂        | Pascal     | Promoteur immobilier        | 51 ans | Alpes-Maritimes     | Finaliste de la saison 15                                        | - Toa (jour 1 – 10) - Wakaï (jour 10 – 17) - Tribu réunifiée (jour 17 – 32)                                  |                 | Finaliste |
| ♀        | Clémence   | Gérante d'un bar            | 33 ans | Manche              | Gagnante de la saison 5 Éliminée le 10e jour du Retour des héros | - Toa (jour 1 – 10) - Wakaï (jour 10 – 17) - Tribu réunifiée (jour 17 – 32)                                  | Vainqueur       |           |

## Déroulement

### Bilan par épisode

#### Épreuves et conseil
| Épisode              | Diffusion     | Épreuves                   | Épreuves            | Exil (gagnant du duel) | Conseil         | Conseil       | Conseil |
| Épisode              | Diffusion     | Confort                    | Immunité            | Exil (gagnant du duel) | Éliminé(s)      | Vote          | Départ  |
| -------------------- | ------------- | -------------------------- | ------------------- | ---------------------- | --------------- | ------------- | ------- |
| 1er épisode          | 16 mars 2018  | /                          | Toa                 |                        | Julie           | 8-1           | Jour 1  |
| 1er épisode          | 16 mars 2018  | /                          | Toa                 | Chantal                | 5-2-1           | Jour 3        |         |
| 2e épisode           | 23 mars 2018  | Toa                        | Toa                 | Julie                  | Raphaële        | 6-1           | Jour 6  |
| 3e épisode           | 30 mars 2018  | Toa                        | Toa                 | Raphaële               | Cédric          | 5-1           | Jour 9  |
| 4e épisode           | 6 avril 2018  | Dylan                      | Toa                 | Raphaële               | Tiffany         | 5-1           | Jour 12 |
| 5e épisode           | 13 avril 2018 | Wakaï                      | Toa                 | Raphaële               | Clémentine      | 3-2           | Jour 15 |
| 6e épisode           | 20 avril 2018 | Toa                        | Candice             | Clémentine             | Jérémy          | 4-4-3/7-3     | Jour 18 |
| 7e épisode           | 27 avril 2018 | Équipe de Pascal           | Yassin              | Jérémy                 | Candice         | 5-4           | Jour 21 |
| 8e épisode           | 4 mai 2018    | Cassandre et Nathalie      | Javier et Pascal    |                        | Alban et Yassin | 7-2           | Jour 24 |
| 9e épisode           | 11 mai 2018   | Nathalie                   | Clémence            | Cassandre              | 4-2-1           | Jour 27       |         |
| 10e épisode          | 18 mai 2018   | Pascal                     | Javier              | Nathalie               | 3-3             | Jour 30       |         |
|                      |               | Épreuve d'orientation      | Épreuve des poteaux | Conseil final          | Conseil final   | Conseil final |         |
| 11e épisode (finale) | 25 mai 2018   | Jérémy, Clémence et Pascal | Pascal              | Clémence               | 5-4             | Gagnante      |         |

#### Épreuves spéciales
|                    | Type d'épreuve | Gagnant  | Perdant  | Épisode | Détails  |
| ------------------ | -------------- | -------- | -------- | ------- | -------- |
| Épreuves spéciales | Pénalité       | Dylan    | Javier   | 4e      | [ n° 1 ] |
| Épreuves spéciales | Éliminatoire   | Yassin   | Dylan    | 7e      | [ n° 5 ] |
| Épreuves spéciales | Pénalité       | Nathalie | Clémence | 9e      | [ n° 6 ] |

### Bilan des colliers
|                     | Circonstance   | Propriétaire d'origine    | Autre(s) propriétaire(s)  | Utilisation | Utilisation | Utilisation | Votes annulés |
| Statut              | Circonstance   | Propriétaire d'origine    | Autre(s) propriétaire(s)  | Jour        | Épisode     |             | Votes annulés |
| ------------------- | -------------- | ------------------------- | ------------------------- | ----------- | ----------- | ----------- | ------------- |
| Colliers d'immunité | Camp des Wakaï | Clémentine (jour 11 – 12) | Aucun                     | Utilisée    | 12e         | 4e          | 5/6           |
| Colliers d'immunité | Camp des Toa   | Cassandre (jour 13 – 27)  | Clémence (jour 27 – 30)   | Utilisée    | 30e         | 10e         | 0/6           |
| Colliers d'immunité | Exil           | Julie (jour 6 – 8)        | Raphaële (jour 8 – 17)    | Non utilisé | Non utilisé | Non utilisé | Non utilisé   |
| Colliers d'immunité | Exil           | Julie (jour 6 – 8)        | Clémentine (jour 17 – 20) | Non utilisé | Non utilisé | Non utilisé | Non utilisé   |
| Colliers d'immunité | Exil           | Julie (jour 6 – 8)        | Jérémy (jour 20 – 30)     | Utilisé     | 30e         | 10e         | 3/6           |

### Détail des éliminations
| ► Épisode   | 1          | 1        | 2        | 3          | 4       | 4          | 5          | 6       | 6        | 6      | 7     | 7         | 8      | 8      | 9         | 10       | 11     | 11     | Finaliste  | Vainqueur  |  |  |
| ► Éliminé   | Julie      | Chantal  | Raphaële | Cédric     | Olivier | Tiffany    | Clémentine | Ludovic | Jérémy   | Jérémy | Dylan | Candice   | Alban  | Yassin | Cassandre | Nathalie | Javier | Jérémy | Pascal     | Clémence   |  |  |
| ► Votes     | 8/9        | 5/8      | 6/7      | 5/6        | 0       | 1/6        | 3/5        | 2       | /        | 7/10   | 0     | 5/9       | 7/9    | 0      | 4/8       | 3/6      | 0      | 1      | 4/9        | 5/9        |  |  |
| ▼ Candidats | Votes      | Votes    | Votes    | Votes      | Votes   | Votes      | Votes      | Votes   | Votes    | Votes  | Votes | Votes     | Votes  | Votes  | Votes     | Votes    | Votes  | Votes  | Votes      | Votes      |  |  |
| Clémence    |            |          |          |            |         | Clémentine | Clémentine |         | Jérémy   | Jérémy |       | Candice   | Alban  |        | Nathalie  | Jérémy   |        |        | Jury final | Jury final |  |  |
| Pascal      |            |          |          |            |         | Clémentine | Clémentine |         | Nathalie | Jérémy |       | Candice   | Alban  |        | Nathalie  | Nathalie |        | Jérémy | Jury final | Jury final |  |  |
| Jérémy      |            |          |          |            |         |            |            |         | Javier   | Javier | Exil  | [ n° 16 ] | Alban  |        | Cassandre | Nathalie |        |        | Pascal     |            |  |  |
| Javier      |            |          |          |            |         |            |            |         | Nathalie | Jérémy |       | Candice   | Alban  |        | Cassandre | Nathalie |        |        | Pascal     |            |  |  |
| Nathalie    |            |          |          |            |         |            |            |         | Javier   | Javier |       | Candice   | Alban  |        | Cassandre | Jérémy   |        |        | Pascal     |            |  |  |
| Cassandre   |            |          |          |            |         |            |            |         | Jérémy   | Jérémy |       | Candice   | Alban  |        | Jérémy    |          |        |        | Pascal     |            |  |  |
| Yassin      |            |          |          |            |         |            |            | Ludovic | Nathalie | Jérémy |       | Nathalie  | Jérémy |        |           |          |        |        |            | Clémence   |  |  |
| Alban       |            |          |          |            |         | Clémentine | Dylan      |         | Jérémy   | Jérémy |       | Nathalie  | Jérémy |        |           |          |        |        |            | Clémence   |  |  |
| Candice     | Julie      | Raphaële | Raphaële | Cédric     |         |            |            |         | Javier   | Javier |       | Nathalie  |        |        |           |          |        |        |            | Clémence   |  |  |
| Clémentine  | Julie      | Chantal  | Raphaële | Cédric     |         | Tiffany    | Dylan      | Exil    | Exil     | Exil   | Exil  |           |        |        |           |          |        |        |            | Clémence   |  |  |
| Dylan       | Julie      | Chantal  | Raphaële | Cédric     |         | Clémentine | Clémentine | Ludovic | Jérémy   | Jérémy |       |           |        |        |           |          |        |        |            | Clémence   |  |  |
| Ludovic     | Julie      | Chantal  | Raphaële | Cédric     |         |            |            |         |          |        |       |           |        |        |           |          |        |        |            |            |  |  |
| Raphaële    | Julie      | Candice  | Cédric   | Exil       | Exil    | Exil       | Exil       | Exil    |          |        |       |           |        |        |           |          |        |        |            |            |  |  |
| Tiffany     |            |          |          |            |         | Clémentine | Exil       |         |          |        |       |           |        |        |           |          |        |        |            |            |  |  |
| Olivier     | Julie      | Chantal  | Raphaële | Cédric     |         |            |            |         |          |        |       |           |        |        |           |          |        |        |            |            |  |  |
| Cédric      | Julie      | Chantal  | Raphaële | Clémentine | Exil    |            |            |         |          |        |       |           |        |        |           |          |        |        |            |            |  |  |
| Julie       | Clémentine | Exil     | Exil     | Exil       |         |            |            |         |          |        |       |           |        |        |           |          |        |        |            |            |  |  |
| Chantal     | Julie      | Raphaële | Exil     |            |         |            |            |         |          |        |       |           |        |        |           |          |        |        |            |            |  |  |
| Pénalité    |            |          |          |            |         |            |            |         | Javier   |        |       |           |        |        | Clémence  |          |        |        |            |            |  |  |
| Vote noir   |            |          |          |            |         |            |            |         |          |        |       | Nathalie  | Alban  |        | Cassandre | Jérémy   |        |        |            |            |  |  |

## Résumés détaillés

### 1erépisode:  découverte des aventuriers, surprises et victoires des rouges
Les aventuriers débarquent par petits groupes sur l'archipel de Yasawa (par camion, bateau, avion ou hydravion) et récupèrent des balises sur le trajet, avant de se réunir devant Denis qui les présente individuellement puis leur demande d'ouvrir leurs carquois pour découvrir le foulard de la couleur qui correspond à leur nouvelle équipe. Les équipes sont ainsi formées, les rouges (les Toa) sont constitués d'Alban, Cassandre, Clémence, Javier, Jérémy, Nathalie, Pascal, Tiffany et Yassin. Les jaunes (Wakaï) ont pour membres Candice, Cédric, Chantal, Clémentine, Dylan, Julie, Ludovic, Olivier et Raphaële.
La première épreuve commence alors et c'est une épreuve d'immunité ; c'est la célèbre épreuve des flambeaux, qui consiste à déplacer un brasier à travers un parcours et grimper à une corde pour embraser une vasque en hauteur avec une torche. Les deux équipes arrivent quasiment en même temps au pied de la vasque et après plusieurs essais, Yassin parvient à l'embraser.
Denis précise que les aventuriers n'auront pas de riz, que les départs pour raisons médicales ne seront pas remplacés, et qu'il y a des colliers d'immunité cachés.
Les Toa repartent sur leur campement avec le totem tandis que les Wakaï assistent à un conseil surprise à cet instant et sur place. La tribu passe au vote et Julie est éliminée à l'unanimité de ses compagnons.
Les deux tribus découvrent leur campement et s'attèlent à la construction de la cabane, qui est particulièrement rapide chez les Toa car Yassin prend les commande et construit une cabane presque seul, secondé par Alban et Javier, entre autres. Tiffany et Cassandre trouvent l'eau.
De son côté, Julie arrive sur l'île de l'Exil et découvre le principe de cette île : tous les trois jours un nouvel éliminé arrive et elle devra l'affronter en duel, l'aventurier qui remporte ce duel reste sur l'île et celui qui perd est définitivement éliminé; au bout de six duels, l'aventurier restant réintègre l'aventure.
La nuit passe et chez les Wakaï, le réveil commence, pour Clémentine et Dylan, par un footing pour s'échauffer, ce qui laisse leurs coéquipiers dubitatifs. Chez les Toa, Pascal témoigne de son admiration envers Yassin. Juste avant l'épreuve d'immunité, Olivier décide d'essayer de faire du feu mais est interrompu par l'arrivée du message.
L'épreuve d'immunité consiste en un relai en mer où à chaque passage, le candidat relayeur doit atteindre une bouée attachée à une pierre au fond de l'eau et déplacer la pierre sous l'eau jusqu'à la ligne d'arrivée. La première équipe qui ramène ses dix pierres a gagné. Chez les rouges, Yassin tire la boule noire et ne participe donc pas à l'épreuve. Les rouges remportent une victoire très nette car les Wakaï n'ont rapporté qu'une seule pierre, et sont d'autant plus surpris de Dylan qui se prétendait bon apnéiste mais a relayé deux fois en ayant bougé la pierre de quelques mètres seulement.
De retour sur leur île les Wakaï débriefent et c'est Dylan qui reçoit le plus de reproches mais il veille à ne pas rétorquer ; il tente ensuite de réaliser le feu avec Olivier et Ludovic et y parvient heureusement. Chez les Toa, Pascal explique qu'il se méfie de tout le monde notamment de Javier qui est selon lui un stratège, mais qu'il compte « protéger » Yassin par stratégie. Le troisième jour, alors que le conseil approche, les noms qui circulent sont ceux de Dylan, pour sa piètre performance à l'immunité, et Chantal, qu'Olivier juge trop éloignée du camp.
Finalement, Chantal est éliminée au conseil avec cinq voix contre elle.

### 2eépisode:1erduel remporté par Julie, succession de défaites chez les jaunes
Le quatrième jour, Chantal arrive sur l'île de l'Exil et retrouve Julie qui lui explique la situation.
Les Toa et les Wakaï se rencontrent pour l'épreuve de confort qui consiste à récupérer des sacs derrière une palissade et à les lancer grâce à une catapulte sur des cibles : la première équipe à faire tomber huit cibles gagne. Chez les rouges, Cassandre et Pascal tirent la boule noire et ne participent donc à l'épreuve. Les Toa gagnent à une cible près et partent, en guise de récompense, à la rencontre d'une équipe de Rugby à sept fidjienne. Ils disputent un match contre l'équipe puis cette dernière les salue par une chanson.
Sur l'île de l'Exil, Julie et Chantal doivent alors s'affronter dans l'épreuve des bambous, qui consiste à maintenir le plus longtemps un bambou sur sa tête à l'aide de ses mains. Julie remporte le duel après 11 minutes d'épreuve, et Chantal est éliminée.
Le lendemain l'épreuve d'immunité est annoncée et se présente ainsi : il y a en mer deux structures en bois, une pour chaque équipe, formées de deux plans inclinés en forme de V inversé et munies d'une corde, et chaque équipe doit placer ses membres de part et d'autre de la structure en se tenant à la corde, sans glisser sur les planches inclinées. La dernière équipe qui compte au moins un membre toujours en équilibre sur les plans inclinés remporte l'épreuve. Chez les rouges, Javier et Alban tirent la boule noire et ne participent donc à l'épreuve. Les jaunes adoptent la mauvaise stratégie en mettant au bas des planches Raphaële, Cédric et Dylan qui glissent très rapidement après le décrochage de Raphaële ; rapidement l'épreuve se transforme en un deux contre deux : Candice et Clémentine restent accrochées chez les jaunes, et Clémence et Yassin tiennent bon chez les rouges. Finalement Clémentine lâche après plus de 20 minutes d'épreuve, ce qui entraîne sa chute et celle de Candice. Les rouges remportent donc l'immunité et repartent avec le totem.
Sur leur campement, beaucoup se mettent à chercher le collier et Javier envisage un guet-apens pour que Nathalie ne trouve pas le collier : il compte fabriquer un faux collier comme l'eut fait Maxime dans une saison précédente : selon lui, Nathalie le trouvera et arrêtera donc de chercher le collier, pensant qu'elle détient le bon et se croyant ainsi protégée. Il bénéficie pour ce faire de l'aide de Pascal et Yassin, amusés par l'idée. Cette astuce, qui pourrait duper Nathalie, est jugée certes « amusante mais pas très loyale » par TV Magazine, qui déclare que « l’affaire du faux collier d’immunité fait débat ». Au contraire, Le Parisien s'en félicite, et estime qu'« il n’y a qu’avec un casting de stratèges aguerris, inhérent aux éditions "all-stars" de Koh-Lanta, qu’on peut assister à de tels scénarios ».
Un microcosme stratégique se forme chez les jaunes à l'aube du vote, constitué de tous les candidats sauf ceux menacés : Dylan, Raphaële et Cédric. Ce sont néanmoins Raphaële et Cédric qui sont les plus menacés. Cédric s'excuse pour sa mauvaise décision à l'épreuve d'immunité et Raphaële rappelle qu'elle tient à sa place dans l'aventure. Le lendemain Raphaële trouve une murène et insiste sur le fait qu'elle l'a trouvée, pour se valoriser.
Lors du conseil le sixième jour, Raphaële est éliminée à 6 voix contre 1 face à Cédric,.

### 3eépisode:5eet6evictoire pour les rouges, défaite de Julie en duel
Cet épisode a été diffusé le 30 mars 2018.
Au matin du 7e jour, Raphaële retrouve Julie sur l'île d'exil.
L'épreuve de confort consiste à passer de plate-forme en plate-forme en équilibre sur un bambou, pour finir tous ensemble sur une planche étroite. L'épreuve est interrompue, Ludovic ayant été victime d'un coup de genou involontaire au visage. Il est évacué d'urgence par les médecins, et Olivier, au bord des larmes, déclare: « C'est ma faute, je ne fais pas attention. C'est mon copain de l'aventure. C'est difficile ». Le jeu de confort reprend, les rouges gagnent, ayant pris l'avantage à cause de Cédric, membre de l'équipe jaune qui n'arrête pas de tomber.
Le 8e jour, le duel de l'exil entre Julie et Raphaële consiste à tenir le plus longtemps possible une barre verticalement entre les quatre anneaux de deux extenseurs. Julie perd au bout d'une heure d'épreuve (battant de 30 minutes le record du duel entre Teheiura et Martin lors de l'avant-dernier épisode de La Nouvelle Édition en 2014) et est donc éliminée.
Après une nuit en observation, Ludovic rejoint l'équipe des jaunes lors de l'épreuve d'immunité. Pour l'épreuve d'immunité, cinq candidats aveuglés doivent casser des pancartes en hauteur, tandis que le sixième les guide, avant de monter sur une plate-forme casser la sixième. Les jaunes retardés par la mauvaise performance de Cédric perdent l'épreuve et doivent aller au conseil. Cédric est critiqué pour ses mauvaises performances durant les épreuves par les deux tribus. Candice encaisse mal la défaite et déclare : « Ça me saoule [...] Je suis trop énervée », avant d'ajouter, en larmes :  « On a des glandos, on a des nuls (...). Cédric continue à nous faire perdre du temps ».
Cédric se met à chercher un collier sur le camp jaune sans succès. Nathalie, quant à elle, trouve le faux collier d’immunité de Javier. La tribu rouge se divise sur la blague du faux collier de Javier, qui semble désormais moins sûr que cela ait été une bonne idée.
Cédric est éliminé avec cinq voix contre lui.

### 4eépisode: recomposition des équipes, élimination surprise et deuxième victoire de Raphaële sur l'exil contre Cédric
Cet épisode a été diffusé le 6 avril 2018.
L'épreuve de confort est cette fois une épreuve individuelle. C'est l'épreuve classique du paresseux. Le premier qui tombe a une voix contre lui au prochain conseil. Le gagnant et deuxième gagnent le droit de constituer deux nouvelles équipes. Olivier, ayant des douleurs au ventre, est dispensé de participer à cette épreuve. Javier est le premier candidat à tomber, suivi de Ludovic, Cassandre, Jérémy, Alban, Nathalie, Tiffany, Clémentine, Clémence, Candice et enfin Pascal, il ne reste plus que Dylan et Yassin, ces deux derniers se livrent un beau duel, puis Yassin lâche, Dylan remporte donc cette épreuve il a alors le droit de choisir le premier membre de sa nouvelle équipe, puis Yassin choisit une personne, et ainsi de suite. La nouvelle équipe jaune dirigée par Dylan est constituée de Tiffany, Clémence, Clémentine, Olivier, Alban et Pascal. Candice, Jérémy, Ludovic, Javier, Nathalie et Cassandre constituent la nouvelle équipe rouge de Yassin. Dylan explique que ce remaniement des équipes lui convient et constitue un avantage pour lui, car il ne voulait pas se retrouver avec la même équipe, non pas qu'il se sente mal-aimé, mais Olivier, Candice, Clémentine et Ludovic forment un groupe très soudé et il estime qu'il aurait été éliminé.
Olivier part se faire examiner par le médecin. Ludovic désormais chez les rouges fait le feu, tout comme Cédric qui fait de même au même moment en exil avec Raphaële. Dans le dos de Clémentine, le nouveau chef d'équipe Dylan déclare : « Je respecte toute mon équipe sauf Clémentine. Je l'ai juste choisie pour qu'elle ne pourrisse pas l'aventure de Yassin. Je m'en fous un peu de son comportement, je compte venger Yassin de son aventure précédente ». Dylan sait qu'il est en danger et œuvre pour que Clémentine soit éliminée. Clémentine, se trouvant isolée sans son amie Candice, se sait aussi en danger : elle est entourée désormais de beaucoup de membres de l'ancienne équipe rouge. Elle cherche et trouve un collier dans le camp jaune, et fait tout pour être éliminée afin de réaliser un coup de bluff.
Pendant le soir du jour 11, Raphaële réussit son duel qui consiste à empiler cinq boules en équilibre face à Cédric. Ce dernier est éliminé.
À l'arrivée de l'épreuve d'immunité, Denis annoncent aux jaunes qu'Olivier est contraint à l'abandon médical,. L'épreuve d'immunité consiste à porter un bélier et détruire le plus vite possible des obstacles. Les rouges battent facilement les jaunes. C'est la 7e défaite consécutive pour les jaunes.
Le conseil des jaunes est explosif : Dylan explique ses choix pour la formation de son équipe en voulant désunir l'équipe jaune. Ses explications ne passent pas du tout auprès de Clémentine. Clémentine sort son collier. Après avoir dépouillé cinq bulletins contre elle qui ne sont pas comptabilisés (la tribu ayant voté à l'unanimité contre elle), Denis annonce qu'il va dépouiller le sixième et dernier bulletin[réf. non conforme][source insuffisante]. C'est Tiffany qui doit sortir,.

### 5eépisode: première  victoire pour les jaunes, victoire de Raphaële sur l'exil et défaite de Tiffany
Cet épisode a été diffusé le 13 avril 2018.
Les anciens rouges sont étonnés que Clémentine ait voté contre Tiffany lors de l'épisode précédent, plutôt que contre Dylan, vu les propos qu'il a tenu sur son ancienne équipe jaune. Mais Clémentine a préféré éliminer Tiffany et garder les hommes pour gagner les prochaines épreuves. De toute façon, elle estime que Dylan partira avant elle, « car il a montré un côté qui n’a pas du tout été apprécié par les autres ».
Le jeu de confort consiste à emmener un équilibriste sur deux pilotis tenus par le reste de l'équipe jusqu'à la grande plate-forme, placée à 20 mètres. Avec Clémence en équilibre, les jaunes remportent leur première victoire et dégustent un poulet-frites. Chez les rouges, Jérémy annonce à Nathalie qu'elle possède le faux collier de Javier. Elle prend très mal cette tromperie : « Je viens de me rendre compte que je suis dans une équipe Rouge de faux-culs et de menteurs. Le fait de s’être foutu de ma gueule en groupe… Je vais vraiment l’apprécier, ma vengeance. » Elle annonce qu’elle rejoint les anciens Jaunes. Pendant ce temps-là, Cassandre trouve un vrai collier d'immunité.
Les deux équipes doivent concevoir un radeau pour l'épreuve d'immunité. Les rouges gagnent facilement la course poursuite.
Lors du duel, qui consiste à empiler des pièces pour obtenir un puzzle, c'est Raphaële qui gagne. Tiffany, la benjamine, est contrainte de partir, en pleurs. Elle déclare « Je savais très bien que je ne pourrais jamais faire mieux que ma première saison » et affirme vouloir « être un exemple pour tous ces jeunes qui veulent y arriver. » Cette dernière est définitivement éliminée, tandis que la première reçoit le feu de la part de Denis (car le feu de l'exil s'est éteint la nuit d'avant à cause de la pluie). Dylan se fait réprimander par Pascal, car il a fouillé le sac de Clémentine pour savoir si elle a un collier. Les jaunes découvrent grâce à Clémentine un plant comportant beaucoup de manioc. Au conseil, Dylan annonce qu'il a fouillé le sac de Clémentine et s'excuse officiellement.
Clémentine est éliminée à 3 voix contre 2,.

### 6eépisode: la réunification: révélation, trahison, Raphaële détrônée de l'exil par Clémentine
Cet épisode a été diffusé le 20 avril 2018.

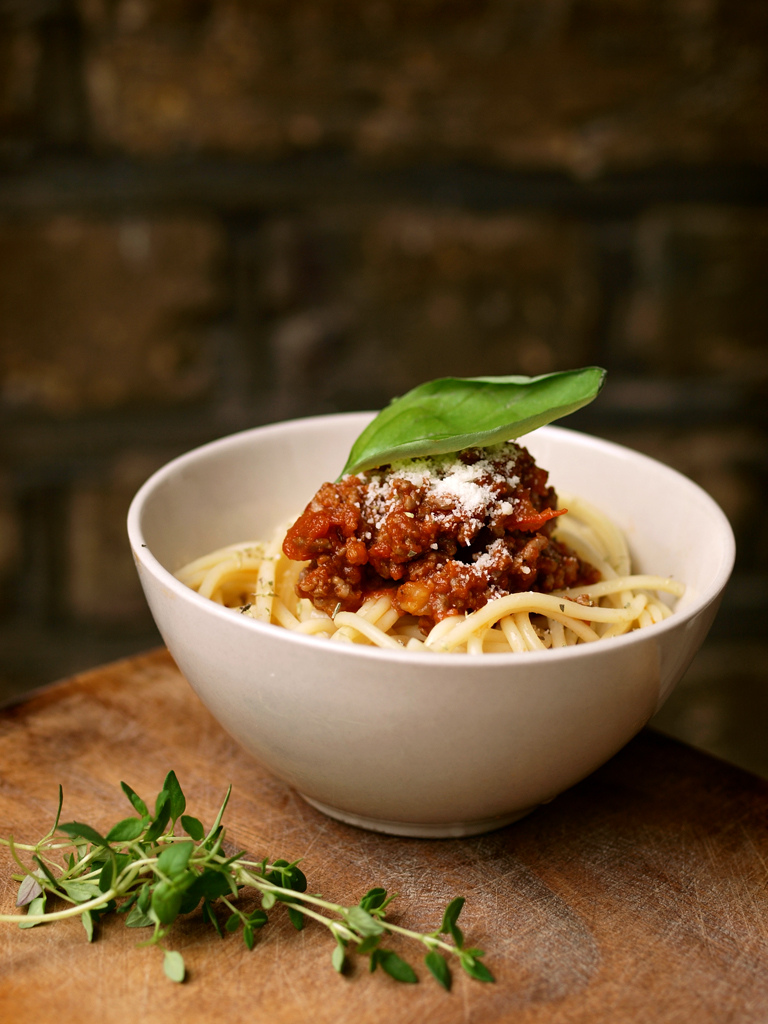
Spaghetti à la bolognaise mangés par les rouges grâce à leur victoire au jeu de confort.

Sur le camp jaune, Dylan a du mal à encaisser qu’Alban ait voté contre lui. L’épreuve de confort est déjà annoncée et à la clé des pâtes, des légumes, de la sauce bolognaise, du pesto, de l'huile d’olive... Avant de commencer l’épreuve, tirage au sort chez les rouges : Nathalie, Jérémy et Ludovic ne peuvent pas participer.
Il s’agit d’une épreuve classique de Koh-Lanta : les poteries à casser, en l’air, au-dessus de la mer. C’est compliqué des deux côtés, mais les jaunes finissent par prendre de l’avance. Les rouges ont beaucoup de mal… Mais ils reviennent alors que les jaunes n’arrivent pas à casser les dernières poteries. Et la victoire est finalement pour les rouges. Alban, qui a cassé 4 pots, est furieux.
Denis informe les aventuriers que le lendemain, ce sera la réunification ! Les rouges et les jaunes doivent choisir leurs ambassadeurs, à l’unanimité. Sinon, ils procèderont à un tirage au sort. En attendant, les rouges rentrent profiter de leur récompense sur leur camp. Un vrai bonheur alors que cette saison, ils n’ont pas de riz.
Mais chez les jaunes, l’ambiance n’est pas la même et leur feu est en train de s’éteindre ! Résultat, ils le font reprendre mais trop, ils mettent le feu à leur cabane ! Le sac de Dylan a pris feu avec ses vêtements, et ça fait rire Alban…
En plein chez les rouges, on parle des ambassadeurs. Nathalie se propose et ça inquiète Javier à cause de l’histoire du faux collier… Ludovic se propose lui aussi mais Yassin ne les sent pas. Il se propose donc lui aussi. Ca tourne au clash entre Nathalie et Javier, ils vont donc devoir tirer au sort.
Chez les jaunes, Pascal annonce qu’il ne veut pas être ambassadeur. Dylan se propose et ils acceptent, il est donc l’ambassadeur jaune.
Les rouges s’apprêtent à procéder à leur tirage au sort. Yassin et Nathalie vont discuter mais n’arrivent pas à se mettre d’accord. Même Jérémy essaie de convaincre Nathalie de laisser Yassin y aller… Elle finit par accepter, Yassin est donc l’ambassadeur rouge.
Place au duel entre Raphaële et Clémentine sur l’île de l’exil. Il s’agit de placer des pièces sur un plateau en équilibre. Clémentine prend de l’avance rapidement et va jusqu’au bout, elle remporte ce duel et reste donc dans l’aventure et Raphaële est donc éliminée.
Dylan et Yassin se retrouvent. Ils commencent la discussion pendant que les rouges lèvent le camp pour rejoindre l’île des jaunes. Ils y arrivent et découvrent qu’ils ont fait brûler leur cabane ! Ils se retrouvent mais restent inquiets de l’issue des ambassadeurs.
Dylan et Yassin se sont mis d’accord et annoncent à Denis Brogniart qu’ils éliminent Ludovic. Denis leur donne la bannière blanche, ils vont aller sur le camp réunifié pour annoncer leur décision. Mais malheureusement cela tourne mal, Ludovic est très déçu et Candice commence à parler mal à Yassin.
Denis arrive pour un débrief et ça tourne mal. Ludovic reproche à Yassin son manque de franchise… Mais Alban est soulagé et remercie Yassin. Et Yassin n’apprécie pas que Nathalie ne le remercie pas.
Le lendemain matin, Yassin pense déjà à construire une cabane mais l’épreuve d’immunité est annoncée, la première en solo. Candice, Nathalie et Jérémy se sentent clairement en danger.
Denis accueille les aventuriers, il s’agit d’une épreuve mythique : le parcours du combattant. Les femmes s’affrontent dans un premier temps, c’est Candice qui se qualifie pour la finale ! Place ensuite aux hommes, Dylan fait course en tête mais se fait doubler au dernier moment par Yassin, qui est donc en finale face à Candice. L'épreuve finale entre Yassin et Candice est un labyrinthe à l’aveugle qui permet de débloquer une corde. Yassin part dans le sens inverse alors que Candice, très calme, réussit et remporte la première victoire en individuel de ce Combat des Héros ! Candice a donc le précieux totem synonyme d’immunité.
Denis informe Javier qu’il a un vote contre lui au conseil, celui dont il a écopé en terminant dernier de l'épreuve du Paresseux.
L’équipe réunifiée est de retour sur le camp. Clémence hésite entre Nathalie et Jérémy tandis que Candice veut éliminer Javier. Yassin veut voter Nathalie et Pascal veut éliminer Jérémy. Du coup les ex-rouges décident de séparer leurs votes entre Nathalie et Jérémy au cas où l’un des deux aurait un collier. Et justement, Jérémy va en forêt et tente de faire croire qu’il a trouvé un collier.
Place au premier conseil de la réunification, et aussi premier conseil pour les membres de l'équipe rouge de départ, puisqu’ils n’ont jamais perdu une immunité. Après le vote, ça tourne au règlement de comptes : Nathalie sort le faux collier fabriqué par Javier et explique tout à Denis. Jérémy est contraint d’avouer que c’est lui qui a tout révélé à Nathalie… Lors du dépouillement des votes, il y a égalité entre Jérémy et Javier. Il faut donc revoter pour les départager. Et c’est Jérémy qui est finalement éliminé par la tribu réunifiée. Le vote noir est de retour et Jérémy le donne à Candice, qui aura donc un double vote au prochain conseil,,.

### 7eépisode: une journée pleine de rebondissements
L'épisode 7 a été diffusé le 27 avril 2018.
Pour l'épreuve de confort, Denis annonce la formation de deux équipes pour le jeu. L'équipe de Dylan est constituée d'Alban, Candice et Nathalie et celle de Pascal comporte Yassin, Clémence et Cassandre. Javier ne participe pas au jeu, n'ayant pas été choisi dans aucune équipe par les capitaines. L'équipe de Pascal gagne le jeu de confort, une épreuve de natation, et ses membres ont alors le droit à une conversation téléphonique avec leurs proches. De plus, ils passent la soirée et la nuit dans un campement avec vue sur le coucher de soleil et nourriture abondante. Les autres passent aussi une soirée sereine sur le camp blanc.
Le 20e jour est une journée historique dans l'histoire de Koh-Lanta, puisqu'elle sera pleine de rebondissements.
Avant l'épreuve d'immunité, Denis annonce que le dernier de cette épreuve est éliminé sur le champ ! Les candidats s'affrontent dans un jeu d'adresse où il faut ramener à soi 3 palets avec des grappins en les faisant glisser sur le sable. Yassin gagne l'épreuve et obtient l'immunité pour le prochain conseil. En revanche, Dylan termine l'épreuve dernier, et est définitivement éliminé, ce qui fait de la peine à Pascal. Dylan devient le premier membre du jury final.
À peine revenu sur le camp, chamboulés par cette élimination, les candidats ont la surprise d'être appelés sur une nouvelle épreuve éliminatoire, ce qui les chamboulent encore plus. Ils ne savent pas à quoi s'attendre, et découvrent avec étonnement l'exil. Ils assistent en tant que spectateurs au dernier duel entre Clémentine et Jérémy. Jérémy remporte ce duel qui consiste à empiler quatre cubes avec des couleurs différentes sur chaque face de l'édifice. Clémentine, qui est éliminée, se réconcilie avec Yassin avec qui elle s'est accrochée sur leur premier Koh-Lanta. Quant à Jérémy, la règle du jeu veut qu'il ne puisse être éliminé au prochain conseil, mais il ne pourra pas voter, car il n'a pas participé à l'épreuve d'immunité.
De nombreuses tensions apparaissent entre Jérémy et Pascal le soir sur le camp, dues aux émotions ressenties durant la journée, et à une vieille rancœur de Pascal envers Jérémy. Le lendemain, Candice et Jérémy passent la journée ensemble, isolés du reste du groupe. Ces derniers décident de mettre en place une stratégie pour éliminer Candice pour briser le binôme de Jérémy. Il s'agit de partager les voix entre Candice et Nathalie si la première sort le collier (que Jérémy a rapporté de l'exil).
Au conseil, malgré ses deux voix, Candice est éliminée. Elle donne son « vote noir » à Jérémy, qui pourra donc voter deux fois au prochain conseil. Elle rejoint Clémentine et Dylan à la résidence du jury final,,.

### 8eépisode: les binômes
Cet épisode a été diffusé le 4 mai 2018.
Pendant cet épisode, les candidats forment des binômes pour participer aux épreuves de confort et d'immunité. La règle est que, d'une part, les deux candidats du binôme gagnant de l'épreuve d'immunité ont tous deux l'immunité lors du conseil, et que, d'autre part, le candidat éliminé pendant le conseil entraîne dans sa chute son binôme.
Les quatre binômes sont : Javier-Pascal, Yassin-Alban, Jérémy-Clémence, et Cassandre-Nathalie. L'épreuve de confort consiste à se rouler dans la boue, pour ramener le maximum de boue sur son corps à son binôme, qui lui doit mettre cette boue dans un seau. Le seau le plus lourd à la fin de l'épreuve désigne le binôme vainqueur. Les filles sont avantagées car leur chevelure peut stocker plus de boue. C'est le duo Cassandre/Nathalie qui remporte l'épreuve. Elles décident de donner leur récompense à l'ensemble des six autres candidats, qui pourront donc profiter d'une soirée sur l'île principale des Fidji.
L'épreuve d'immunité consiste en une épreuve d'adresse : il faut maintenir une boule sur une planche, elle-même reliée par deux tiges sur lesquelles les deux candidats du binôme peuvent appuyer avec un pied pour modifier l'inclinaison de la planche supportant la boule. Javier et Pascal remportent l'épreuve d'immunité.
Yassin, qui savait qu'il serait mis en danger par une épreuve en binôme, est stressé dès le début de l'émission. Il multiplie les erreurs: notamment il s'isole, et fait une remarque à Pascal le soir de l'épreuve de confort, lui demandant de façon peu amène de se taire pour qu'il puisse dormir. Cette remarque, qui n'a pas plu à l'intéressé, met le feu aux poudres: tout le monde se ligue contre Yassin, même ses alliés du début du jeu : Pascal, Cassandre et Javier. Ceux-ci n'ont aucune peine à convaincre Nathalie de voter contre Yassin, tout en faisant croire qu'ils vont tous voter contre Jérémy.
Lors de la séance du conseil, les candidats décident de profiter de l'occasion pour éliminer Yassin : ils « tirent » tous sur Alban, qui quitte donc l'aventure à la fin du conseil, et qui entraîne avec lui Yassin dans sa chute. Tous les deux ont le sentiment d'avoir été trahis,,. Avant de partir, Alban confit son vote noir à Javier.

### 9eépisode: suprématie des femmes dans les épreuves et la stratégie de Javier
Cet épisode a été diffusé le 11 mai 2018.
Le jeu de confort est un classique : le tir à l'arc. Après une série de manches principalement menée par Clémence, celle-ci affronte Nathalie à la finale où il faut viser trois fois le centre. C'est Nathalie qui gagne une soirée de détente (massage, repas, douche...).
Le lendemain, les candidats sont convoqués à une épreuve qui n'est pas l’immunité, mais à une épreuve spéciale où il y aura deux enjeux : le gagnant aura un avantage sur le jeu de l'immunité, et le perdant aura un vote contre lui au prochain conseil. Nathalie gagne l'épreuve et Clémence termine dernière.
Pendant la nuit, Cassandre se fait piquer par un insecte, et fait une réaction impressionnante : son visage est complètement déformé. Elle fait même peur à Javier, qui explique : « Elle est venue me réveiller en pleine nuit, j'ai dû demander qui c'était, je croyais que c'était Pascal fatigué, en fait c'était Elephant Man ».
Le lendemain se déroule l'épreuve d'immunité, un classique où il faut rester le plus longtemps accroché au tronc. Nathalie ayant gagné l'épreuve spéciale la veille ne participe à l'épreuve que dix minutes après le début du jeu. C'est Clémence qui gagne l'épreuve, la même que lors de la saison 5 de Koh-Lanta. Elle a l'immunité et annule sa pénalité pour le conseil.
Au conseil, bien qu'elle ait un collier d'immunité, Cassandre décide de ne pas le sortir : elle se sent en confiance au sein de l'alliance des ex-Rouges en place depuis le début de l'aventure. Mais elle est éliminée à cause de la stratégie de Javier, son allié de toujours, qui s'est désormais rapproché de Jérémy et Nathalie. Elle est choquée, ne s'attendant pas du tout à cette élimination, et profondément blessée par la trahison de Javier,. Elle confie son collier à Clémence et le vote noir à Pascal.
A l'issue du conseil, deux finalistes sont déjà connus : Jérémy et Clémence, car ces derniers possèdent chacun un collier d'immunité.

### 10eépisode: deux places pour la finale
Cet épisode a été diffusé le 18 mai 2018.
Clémence et Jérémy ont déjà un pied en finale, car ils ont chacun un collier d'immunité. Il reste donc à savoir qui de Javier, Pascal ou Nathalie sera éliminé aux portes de la finale.
Avant l'épreuve de confort, les 5 candidats en lice voient avec émotion apparaitre des membres de leurs familles ou leurs conjoints qui ont fait le voyage pour les rejoindre sur l'île. L'épreuve consiste en un parcours du combattant avec un sac de plusieurs kilos à porter. Après chaque parcours, le dernier est éliminé et donne alors son sac à porter à la personne qu'elle veut handicaper. Pascal et Javier participent à une finale pour les départager dans l'épreuve des aveugles, où ils sont en binômes avec leur conjoints (une première dans Koh Lanta) qui les guideront. Pascal et sa femme Christina remportent l'épreuve, et peuvent donc passer la soirée ensemble.
Le lendemain, c'est le belge Javier qui remporte l'épreuve d'immunité, où il parvient à se déplacer rapidement en équilibre précaire sur divers supports. Lors du conseil, Jérémy est désigné par trois votes mais bénéficie de la protection de son collier, qu'il a ramené de l'exil. Nathalie est alors éliminée par les trois votes restants. 
Clémence, tout comme Jérémy, ne craignait rien car Cassandre lui avait donné son collier après son élimination lors de l'épisode précédent,.

### 11eépisode: la finale
Cet épisode est diffusé le 25 mai 2018.
Denis Brogniart explique les règles de l'épreuve d'orientation et présente les trois points remarquables : la souche du désert, l'arbre lacéré et la pierre émeraude. Chaque aventurier, muni d'une carte et d'une boussole, part vers un repère. Jérémy choisit l'arbre lacéré, Javier la pierre émeraude, Clémence et Pascal la souche du désert. Au bout de 54 min, Jérémy est le premier qualifié pour les poteaux, ayant trouvé en premier son repère, sa balise, et enfin son poignard.
En compétition pour le même poignard, Pascal et Clémence trouvent tous deux leur repère, et se mettent donc à la recherche de la balise. Clémence, après d'interminables recherches, finit par la trouver et, ayant mémorisé le code couleur de la table d'orientation, se met donc à la recherche du poignard, qu'elle finit par trouver, au bout d'1h 20 d'épreuve. Clémence est donc la deuxième qualifiée pour les poteaux.
Pascal se rend alors vers le dernier secteur disponible, où Javier est toujours en train de chercher le repère. Pascal le trouve, et se met donc à la recherche de la balise, qu'il découvre peu de temps après. Il se rend donc à la table d'orientation, puis revient et cherche le poignard, tout en se disputant avec Javier. Après plus d'1h 30, Pascal trouve le troisième et dernier poignard. Javier, éliminé, devient le huitième et avant-dernier membre du jury final.
Pascal remporte les poteaux et choisit Clémence pour l'accompagner en finale. Jérémy est le dernier membre du jury final.
Pour la deuxième fois depuis la création de Koh-Lanta (après la saison 1), le dépouillement final n'est pas programmé en direct sur le plateau à Paris avec les candidats. Initialement, la raison invoquée était le tournage de la saison 19 (toujours aux îles Fidji) qui se déroulait en même temps que la finale. La saison ayant été annulée avant cette date, la production a tout de même décidé de ne pas proposer de finale en plateau, du fait de l'annulation de la saison, l'absence de certains candidats (dont Pascal) et de potentielles tensions entre eux. En parallèle de la diffusion, Jérémy a organisé une soirée privée au Grand Rex réunissant Denis Brogniart, 14 candidats de la saison et également des anciens candidats de l'émission.
C'est Clémence qui remporte cette édition de Koh-Lanta avec 5 voix contre 4 pour Pascal qui s'incline une nouvelle fois à une voix seulement. Clémence devient la première candidate à remporter 2 fois Koh-Lanta.

## Audiences et diffusion
| Émission    | Jour et horaire de diffusion         | Nombre de téléspectateurs | Part de marché (sur les 4 ans et plus) | Classement des audiences | Références |
| ----------- | ------------------------------------ | ------------------------- | -------------------------------------- | ------------------------ | ---------- |
| 1           | Vendredi 16 mars 2018 (21:00-23:50)  | 4 885 000                 | 25,1 %                                 | 1er                      | [ 1 ]      |
| 2           | Vendredi 23 mars 2018 (21:00-23:20)  | 4 129 000                 | 18,9 %                                 | 2e                       | ,          |
| 3           | Vendredi 30 mars 2018 (21:00-23:20)  | 5 343 000                 | 25 %                                   | 1er                      | [ 45 ]     |
| 4           | Vendredi 6 avril 2018 (21:00-23:30)  | 4 940 000                 | 24,4 %                                 | 1er                      | [ 46 ]     |
| 5           | Vendredi 13 avril 2018 (21:00-23:30) | 4 967 000                 | 24,2 %                                 | 1er                      | [ 47 ]     |
| 6           | Vendredi 20 avril 2018 (21:00-23:45) | 4 256 000                 | 23,7 %                                 | 1er                      | [ 48 ]     |
| 7           | Vendredi 27 avril 2018 (21:00-23:20) | 4 816 000                 | 23 %                                   | 2e                       | [ 49 ]     |
| 8           | Vendredi 4 mai 2018 (21:00-23:15)    | 4 860 000                 | 23,2 %                                 | 1er                      | [ 50 ]     |
| 9           | Vendredi 11 mai 2018 (21:00-23:20)   | 4 793 000                 | 23,6 %                                 | 1er                      | [ 51 ]     |
| 10          | Vendredi 18 mai 2018 (21:00-23:30)   | 5 102 000                 | 24,5 %                                 | 1er                      | [ 52 ]     |
| 11 (Finale) | Vendredi 25 mai 2018 (21:00-00:10)   | 5 274 000                 | 30,0 %                                 | 1er                      | [ 53 ]     |

Légende :
- Plus hauts scores d'audiences
- Plus bas scores d'audiences